# Palazzo delle Poste (Ferrara)
Il Palazzo delle Poste è un edificio monumentale che si trova a Ferrara in viale Cavour, 27.
Fu costruito negli anni venti e inaugurato nel giugno 1930. Fu da subito sede centrale cittadina delle Poste italiane e tale funzione ha mantenuto nel tempo.

## Storia

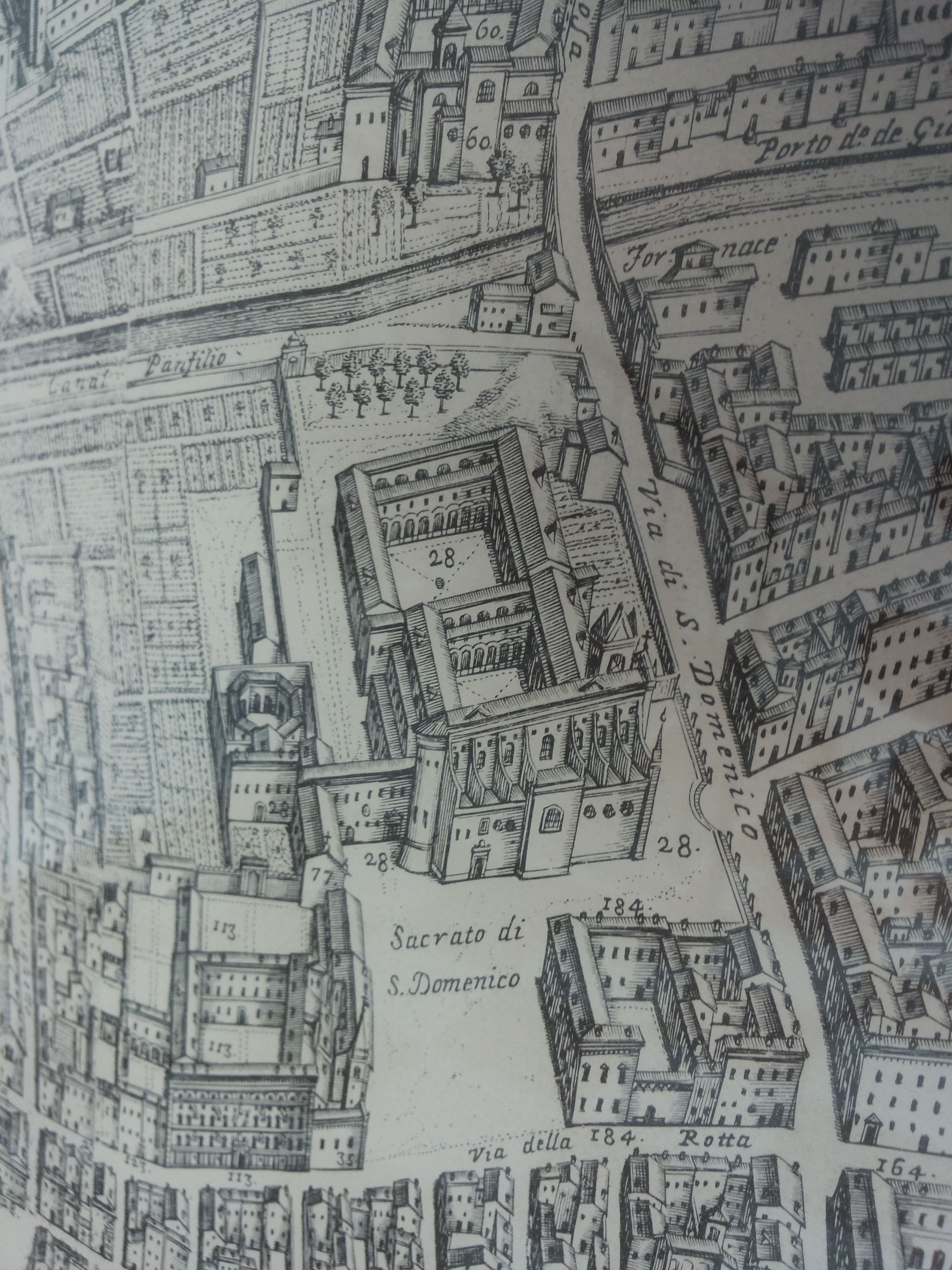
L'area occupata attualmente dal Palazzo delle Poste nel particolare di una famosa stampa del 1747 di Andrea Bolzoni. La zona interessata è quella all'incrocio tra il Canale Panfilio (ora Viale Cavour) e via San Domenico (oggi Via degli Spadari). Nell'immagine si vedono, in particolare, la chiesa e il convento di S. Domenico con annesso il Tribunale dell'Inquisizione.

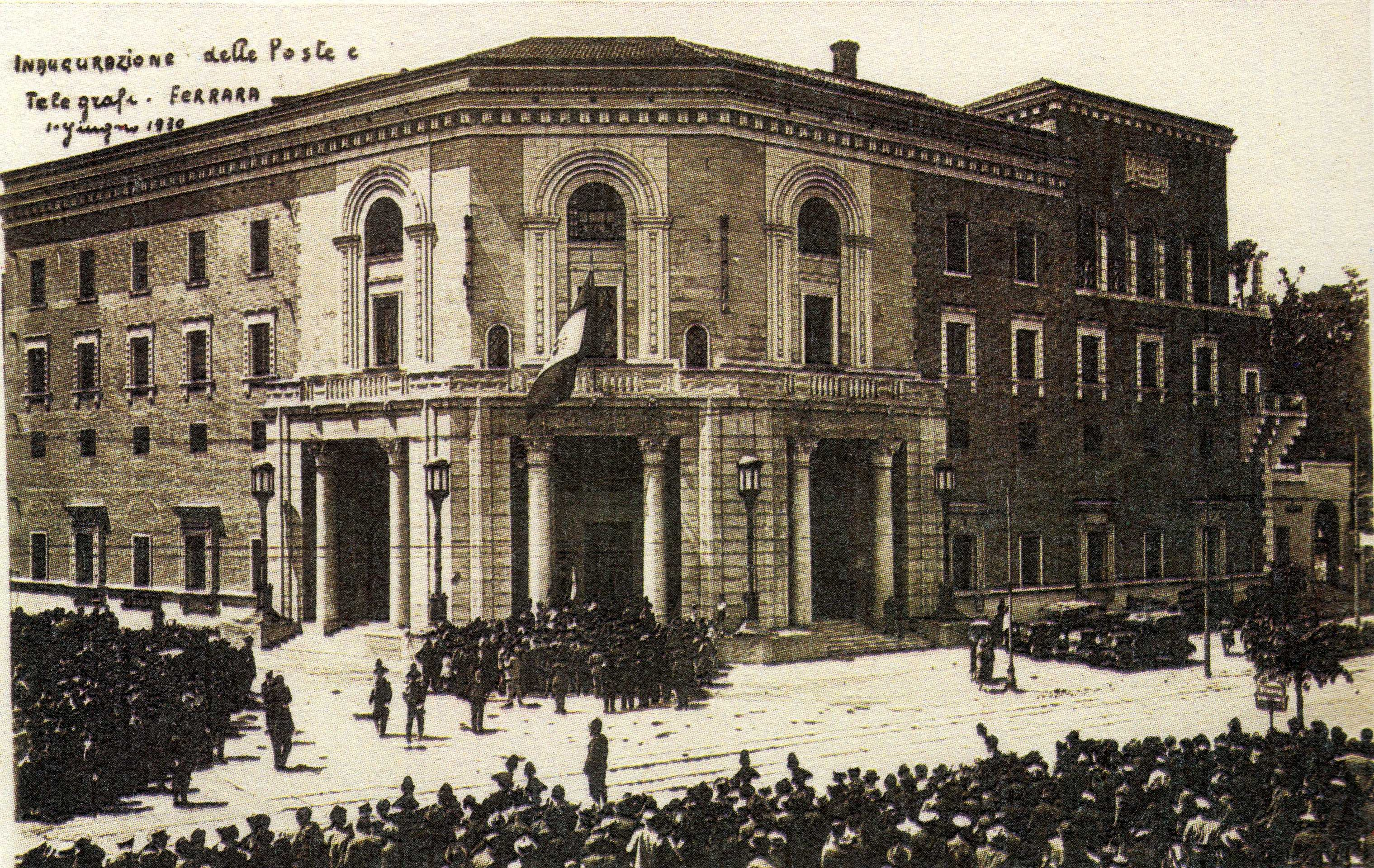
Inaugurazione del palazzo delle poste il 1º giugno 1930.

Il palazzo delle Poste fu eretto fra il 1927 e il 1929 su disegno di Angiolo Mazzoni, attivo in quegli anni anche come progettista di numerose stazioni ferroviarie italiane. Fu inaugurato il 1º giugno 1930. Sorge dove un tempo esisteva il convento di San Domenico, destinato nell'Ottocento a caserma militare, ed in seguito abbattuto, accanto alla Chiesa di San Domenico tuttora esistente.
L'opera rientrò nell'ambito della ricostruzione della città successivamente chiamata Addizione Novecentista e fu tra le iniziative urbanistiche che l'amministrazione comunale, guidata dal podestà Renzo Ravenna, mise in cantiere per dare un volto moderno alla città, per dare un aiuto all'occupazione e per seguire il desiderio di Italo Balbo di riportare Ferrara agli antichi splendori estensi. In tale disegno un notevole sostegno arrivò anche dalle pagine del Corriere Padano, allora diretto da Nello Quilici.

## Descrizione
La facciata dell'edificio è interamente decorata da marmo bianco che rimanda all'arte classica. In particolare l'entrata è caratterizzata da tre ordini di colonne che distinguono a loro volta tre differenti varchi di accesso all'entrata principale. La parte superiore della facciata è caratterizzata da un balcone, sorretto dai tre ordini di colonne, dove si affacciano tre ampie finestre.
Il retro del palazzo fu invece concepito seguendo lo stile architettonico tipico dei monumenti moderni dell'epoca, ovvero il razionalismo italiano, caratterizzato dal tipico uso del laterizio ferrarese e da alcuni elementi di rimando alla metafisica.
Le facciate laterali sono decorate da schematici ordini di finestre quadrate, posizionate su diversi piani le une rispetto alle altre, mentre in alcuni punti della facciata, così come all'interno dell'edificio, viene ripreso l'elemento caratteristico della tradizione locale, il simbolo del diamante, l'emblema araldico degli Estensi.
A completamento delle decorazioni del palazzo furono aggiunti, ad opera di Napoleone Martinuzzi, gli stucchi e le vetrate interne del salone principale insieme alla statua in bronzo dedicata a san Giorgio, posta nell'angolo dell'edificio su via Fausto Beretta, mentre la decorazione pittorica delle pareti della scala interna e del sacello esterno collocato all'estremità dell'ala occidentale, sono opera di Giannino Lambertini.

## Galleria d'immagini

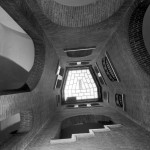
Scalone interno di accesso agli uffici direzionali
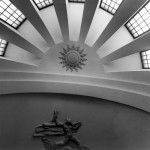
Sala al Pubblico - dettaglio vetrata e bassorilievi
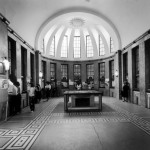
Veduta prospettica della Sala al Pubblico
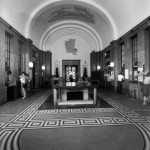
Sala al Pubblico
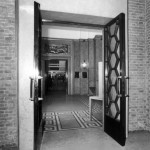
Ingresso
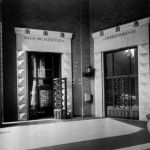
Ingresso
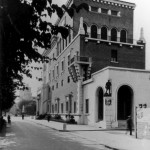
Retro
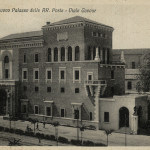
Palazzo delle Poste